# Kurhaus Palmenwald

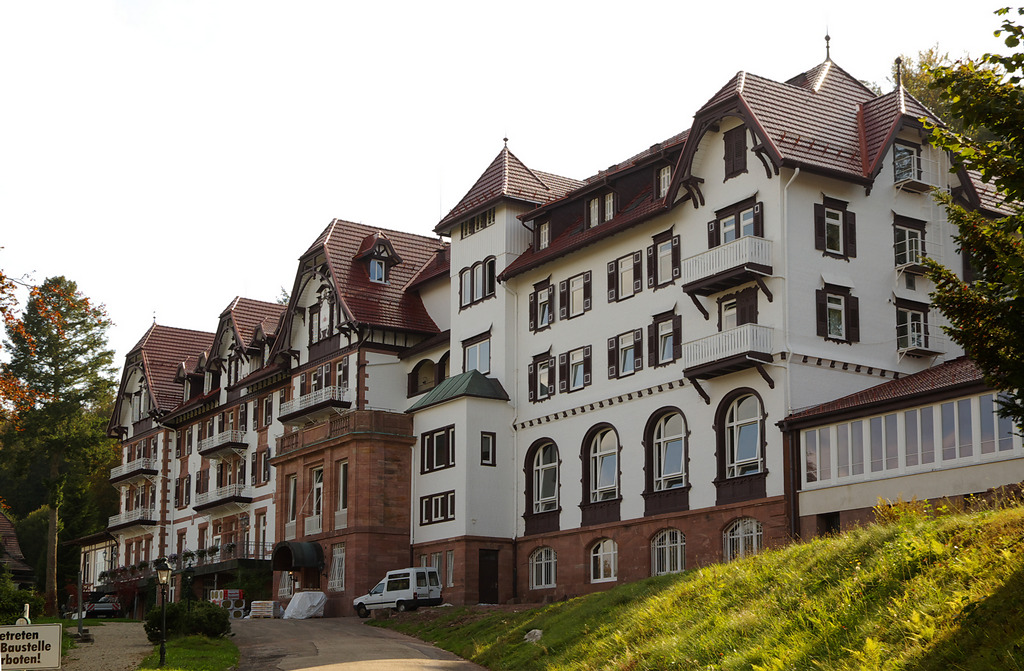
Kurhaus Palmenwald

"Palmenwald-Kochbuch", Titel der dritten Auflage (1912)

Das Kurhaus Palmenwald ist eine denkmalgeschützte Hotelanlage in Freudenstadt im Landkreis Freudenstadt in Baden-Württemberg.

## Geschichte
Das Kurhaus wurde 1895 auf Initiative des Stuttgarter Fabrikanten Paul Lechler nach Plänen der Architekten Wittmann & Stahl errichtet. Lechler, der drei Jahre zuvor schon das benachbarte Erholungsheim für Diakonissen gestiftet hatte, stellte das Grundstück zur Verfügung. Für den Betrieb, der nach dem Willen des Stifters auf christlicher (evangelischer) Grundlage erfolgen sollte, wurde eine gemeinnützige Aktiengesellschaft gegründet. Erster Hoteldirektor wurde der Missionar David Huppenbauer. Am 24. Juli 1895 wurde das Haus feierlich eingeweiht. Neben dem Kurhaus entstand wenig später eine Kapelle, gegenüber ein „Erholungsheim für Minderbemittelte“ (2011 abgerissen), beides ebenfalls auf Kosten Lechlers.
Das Kurhaus führte Kochkurse für Kochschülerinnen durch und gab 1909 das von Anna Diewald und Helene Johanna Zeller verfasste Palmenwald-Kochbuch heraus (Dritte, überarbeitete Auflage 1912).
Während der beiden Weltkriege wurde das Kurhaus als Lazarett genutzt. In den 1960er Jahren wurde das Haus grundlegend renoviert. Nach der Insolvenz in den 1990er Jahren wurde es zunächst geschlossen. 2007 diente es als Drehort für den Spielfilm Weitertanzen und ab 2007 für die ARD-Fernsehfilmreihe Der Schwarzwaldhof.
Schließlich übernahm der bulgarische Investor Stefan Sharlopov das Objekt und ließ es durch den Architekten Marin Naydenov sanieren. Die Sanierungskosten beliefen sich auf rund 7 Millionen Euro. Von der Deutsch-bulgarischen Industrie- und Handelskammer wurde die Maßnahme mit dem Preis der deutschen Wirtschaft 2009 für die größte bulgarische Investition in Deutschland ausgezeichnet. Bis August 2021 war das Hotel Teil der Sharlopov Group mit Sitz in Bulgarien. 
Im Rahmen eines Unternehmensverkaufs wurde das Hotel an die Schreiber & Lutzenberger GBR, die als Privatinvestor agiert, verkauft. Diese betreibt das Hotel seither selbst. Seit Januar 2022 ist das Palmenwald Schwarzwaldhof Teil der BW Signature Collection. 